# Lieja-Bastoña-Lieja 1999
La Lieja-Bastoña-Lieja 1999 fue la 85.ª edición de la clásica ciclista. La carrera se disputó el 18 de abril de 1999, sobre un recorrido de 264 km, y era la cuarta Prueba de la Copa del Mundo de Ciclismo de 1999. El belga Frank Vandenbroucke (Cofidis) fue el ganador por delante de los holandeses del Rabobank Michael Boogerd y Maarten den Bakker, segundo y tercero respectivamente.

## Clasificación final
|    | Ciclista            | Equipo        | Tiempo   |
| -- | ------------------- | ------------- | -------- |
| 1  | Frank Vandenbroucke | Cofidis       | 6h25'36" |
| 2  | Michael Boogerd     | Rabobank      | a 30"    |
| 3  | Maarten den Bakker  | Rabobank      | a 41"    |
| 4  | Michele Bartoli     | Mapei         | a 44"    |
| 5  | Paolo Bettini       | Mapei         | a 54"    |
| 6  | Niki Aebersold      | Rabobank      | a 55"    |
| 7  | Markus Zberg        | Rabobank      | s.t.     |
| 8  | Oscar Camenzind     | Lampre-Daikin | a 56"    |
| 9  | Udo Bölts           | Deutsche Tel. | s.t.     |
| 10 | Laurent Roux        | Casino        | s.t.     |